# Poecilanthrax
Poecilanthrax är ett släkte av tvåvingar. Poecilanthrax ingår i familjen svävflugor.

## Bildgalleri

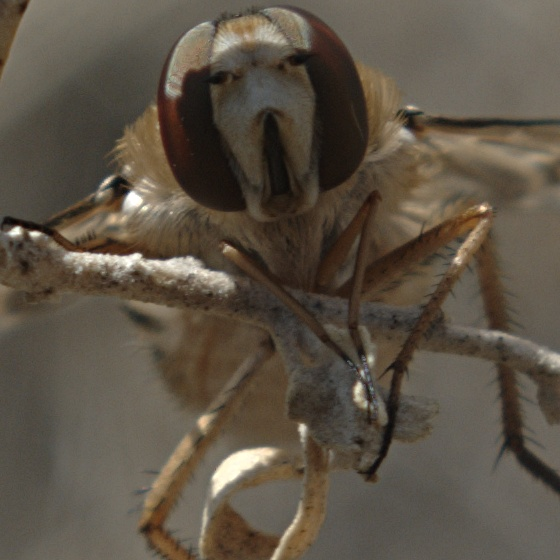

## Dottertaxa tillPoecilanthrax, i alfabetisk ordning[1]
- Poecilanthrax alcyon
- Poecilanthrax alpha
- Poecilanthrax apache
- Poecilanthrax arethusa
- Poecilanthrax arizonensis
- Poecilanthrax autumnalis
- Poecilanthrax bicellata
- Poecilanthrax brachypus
- Poecilanthrax californicus
- Poecilanthrax colei
- Poecilanthrax demogorgon
- Poecilanthrax effrenus
- Poecilanthrax efrenus
- Poecilanthrax eremicus
- Poecilanthrax fasciatus
- Poecilanthrax flaviceps
- Poecilanthrax fuliginosus
- Poecilanthrax hyalinipennis
- Poecilanthrax ingens
- Poecilanthrax interruptus
- Poecilanthrax johnsonorum
- Poecilanthrax litoralis
- Poecilanthrax loewi
- Poecilanthrax lucifer
- Poecilanthrax macquarti
- Poecilanthrax marmoreus
- Poecilanthrax mexicanus
- Poecilanthrax moffitti
- Poecilanthrax montanus
- Poecilanthrax monticola
- Poecilanthrax nigripennis
- Poecilanthrax painteri
- Poecilanthrax pallidifrons
- Poecilanthrax pilosus
- Poecilanthrax poecilogaster
- Poecilanthrax robustus
- Poecilanthrax sackenii
- Poecilanthrax signatipennis
- Poecilanthrax tanbarkensis
- Poecilanthrax tegminipennis
- Poecilanthrax varius
- Poecilanthrax vexativus
- Poecilanthrax willistoni
- Poecilanthrax willistonii
- Poecilanthrax zionensis